# 가라지의 비유

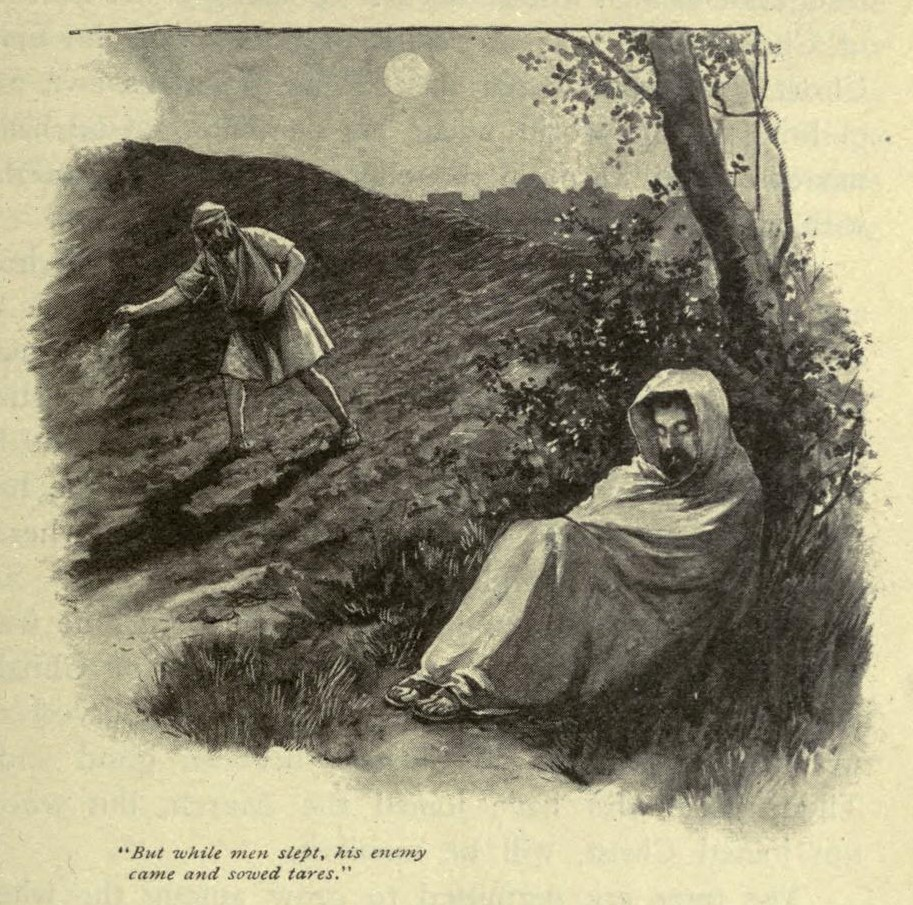
엘런 화이트의 1900년 경 작품

가라지의 비유(Parable of the Tares)는 마태복음 13장 24~43절에 나오는 예수님의 비유이다. 이 비유는 잡초를 뽑고 싶어하는 종들이 그렇게 하면 밀까지 뽑힐 것이라는 경고를 받았으며, 추수 때까지 둘 다 함께 자라도록 내버려두라는 지시를 받았음을 설명한다. 나중에 마태복음에서는 잡초를 "악한 자의 아들들"로, 밀을 "왕국의 자녀들"로, 추수를 "세상 끝"으로 동일시한다. 외경인 도마복음에는 이 비유의 더 짧고 압축된 버전이 아무런 해석 없이 발견된다.

## 이야기
마태복음 13장 24~30절에 나오는 비유는 다음과 같다.
24   예수께서 그들 앞에 또 비유를 들어 이르시되 천국은 좋은 씨를 제 밭에 뿌린 사람과 같으니
25   사람들이 잘 때에 그 원수가 와서 곡식 가운데 가라지를 덧뿌리고 갔더니
26   싹이 나고 결실할 때에 가라지도 보이거늘
27   집 주인의 종들이 와서 말하되 주여 밭에 좋은 씨를 뿌리지 아니하였나이까 그런데 가라지가 어디서 생겼나이까
28   주인이 이르되 원수가 이렇게 하였구나 종들이 말하되 그러면 우리가 가서 이것을 뽑기를 원하시나이까
29   주인이 이르되 가만 두라 가라지를 뽑다가 곡식까지 뽑을까 염려하노라
30   둘 다 추수 때까지 함께 자라게 두라 추수 때에 내가 추수꾼들에게 말하기를 가라지는 먼저 거두어 불사르게 단으로 묶고 곡식은 모아 내 곳간에 넣으라 하리라

## 같이 보기
- 신약 속 예수의 삶
- 예수의 공생애